# Індійсько-ізраїльські відносини

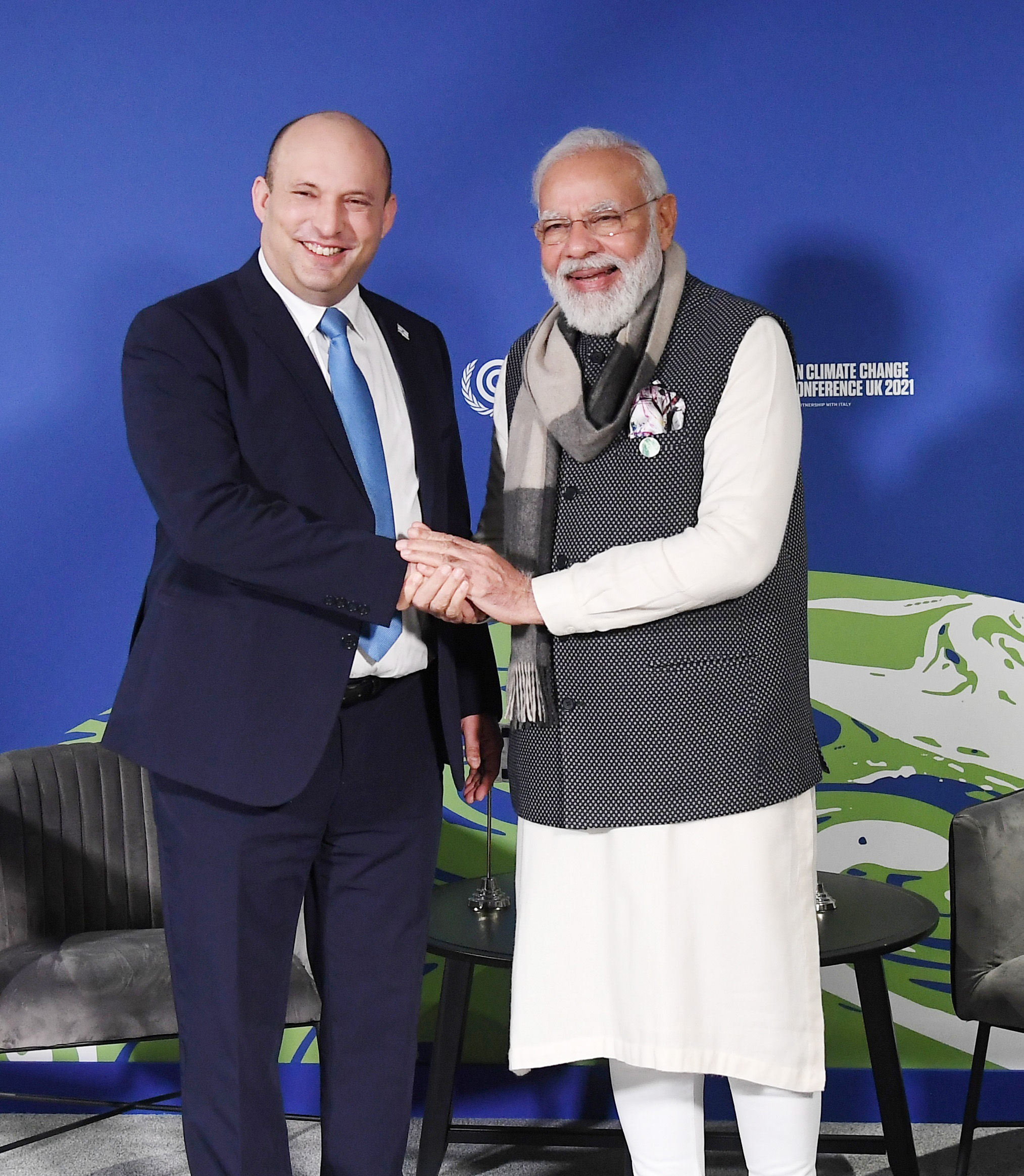
Прем'єр-міністр Ізраїлю Нафталі Бенет зустрічається з прем'єр-міністром Індії Нарендрою Моді на COP26 у місті Глазго (листопад 2021 р.)

З 1990-х років Республіка Індія та Держава Ізраїль мають всебічні економічні, військові та політичні відносини. У 1947 році Індія проголосувала проти плану Організації Об'єднаних Націй по розділенню Палестини, але, незважаючи на це, у 1950 році визнала суверенітет Ізраїлю. Ізраїль відкрив консульство в Мумбаї в 1953 році. Співпраця поступово зростала, оскільки Ізраїль став ключовим союзником Індії в індо-пакистанському конфлікті — Ізраїль постачав Індії зброю, боєприпаси та розвідувальні дані під час Індо-пакистанської війни 1971 року та Каргільського конфлікту 1999 року. Повноцінні дипломатичні відносини були встановлені в 1992 році, коли Індія відкрила посольство в Тель-Авіві, а Ізраїль відкрив посольство в Нью-Делі. Обидві країни є членами Групи I2U2, сформованої в жовтні 2021 року. Вони заявили, що вони мають міцні двосторонні відносини, поділяють «схожість духу» та стикаються зі спільними викликами, дедалі більше співпрацюючи в промисловому та технологічному секторах.
Станом на  2022, Індія є найбільшим клієнтом Ізраїлю у сфері продажу військового обладнання, а Ізраїль є другим за величиною постачальником військової техніки в Індію після Росії; приблизно 42,1 % всього ізраїльського експорту зброї отримує Індія. З 1999 по 2009 рік військовий бізнес між двома країнами склав близько 9 мільярдів доларів США. Їхні стратегічні зв'язки охоплюють спільні військові навчання, а також обмін розвідувальною інформацією щодо діяльності різних терористичних груп.
Станом на  2019, Індія є третім за величиною торговельним партнером Ізраїлю в Азії і десятим за величиною торговельним партнером в цілому — двосторонній товарообіг, за винятком військових продажів, становить близько 6,3 мільярда доларів США. Відносини ще більше розширилися за часів прем'єр-міністра Індії Нарендри Моді, коли Індія утрималася від голосування проти Ізраїлю в кількох резолюціях Організації Об'єднаних Націй. Станом на  2015, обидві країни ведуть переговори про укладення широкої двосторонньої угоди про вільну торгівлю, зосереджуючись на таких сферах, як інформаційні технології, біотехнології та сільське господарство.
Ізраїль представлений в Індії через посольство в Нью-Делі, а також через консульства в Мумбаї та Бенгалуру. Індія представлена в Ізраїлі через посольство в Тель-Авіві; Уряд Індії наразі не визнає Єрусалим столицею Ізраїлю (див. статус Єрусалима).
У 2009 році міжнародне дослідження арабо-ізраїльського конфлікту показало, що близько 58 відсотків респондентів Індії симпатизували Ізраїлю — це найпозитивніша думка з усіх опитаних країн.

## Історія

### Давні відносини
Розкопки в Мегіддо свідчать про індо-середземноморські торговельні відносини із середини другого тисячоліття до нашої ери між Південною Азією та південним Левантом, оскільки вони підтверджують наявність куркуми, бананів, кунжуту, які походять із Південної Азії. Географічний аналіз Ізраїлю свідчить про те, що автори Старого Завіту говорили про Індію, де існувала торгівля такими тваринами, як мавпи та павичі. За словами Хаїма Менахема Рабіна, зв'язок між стародавнім Ізраїлем та Індійським субконтинентом був зафіксований під час правління царя Соломона (10 століття до н. е.) у 1-й книзі Царів 10:22. Стародавні торговельні та культурні зв'язки між Індією та Левантом задокументовані в Періплі Еритрейського моря та розповідях про царицю Савську в єврейській Біблії. Євреї, які оселилися в Кочі, штат Керала, ведуть своє походження з часів царя Соломона і називаються євреями Кочі. Пізніше євреї Парадесі мігрували до Кочі, штат Керала, протягом 15-го та 16-го століть після вигнання євреїв з Іспанії.
Торгівельні відносини обох спільнот можна простежити до 1000 р. до н. е. і раніше до часів цивілізації долини Інду на Індостані та вавилонської культури Близького Сходу. Буддистська історія описує індійських купців, які відвідали Баверу (Вавилонія) і продали павичів для загального показу. Подібні, більш ранні описи описують мавп, виставлених на загальний огляд. Торговельні зв'язки між Індією та Палестиною та середземноморськими єврейськими громадами продовжувалися, а пізніше мови цих культур почали мати лінгвістичну схожість.
Юдея відігравала незначну роль у торгівлі між Римською імперією та Індією в період римського панування в Юдеї. Відомо, що в Єрусалимському храмі були дорогі шати, привезені з Індії через Александрію.

### Період невизнання (1948—1950)

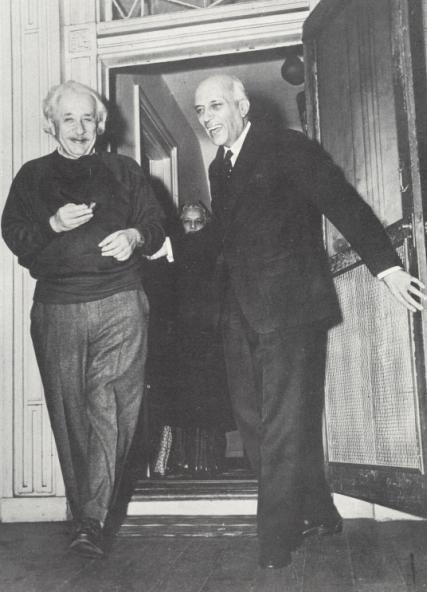
Альберт Ейнштейн з Джавахарлалом Неру в Прінстоні, Нью-Джерсі

На позицію Індії щодо створення держави Ізраїль вплинуло багато факторів, у тому числі власний поділ Індії за релігійною ознакою та відносини Індії з іншими країнами. Лідер боротьби за незалежність Індії, Махатма Ґанді, вважав, що у євреїв були вагомі аргументи та попередні права на Ізраїль,, але виступав проти створення Ізраїлю на релігійних або мандатних умовах. Ґанді вважав, що араби були законними мешканцями Палестини, і вважав, що євреї повинні повернутися до своїх країн походження. 13 червня 1947 року Альберт Ейнштейн написав чотиристорінкового листа Джавахарлалу Неру, щоб переконати Індію підтримати створення єврейської держави. Неру, однак, не зміг прийняти прохання Ейнштейна і пояснив свою дилему тим, що національні лідери повинні, «на жаль», проводити політику, яка є «по суті егоїстичною». Індія проголосувала проти плану по розділенню Палестини 1947 року і проголосувала проти прийняття Ізраїлю до ООН у 1949 році. Різні прихильники індуїстського націоналізму підтримували або симпатизували створенню Ізраїлю. Лідер індуїстської Махасабхи Вінаяк Дамодар Саваркар підтримав створення Ізраїлю як з моральних, так і з політичних міркувань і засудив голосування Індії в ООН проти Ізраїлю. Лідер Раштрії сваямсевак санґх Мадхав Садашів Голвалкар захоплювався єврейським націоналізмом і вважав, що Палестина є природною територією єврейського народу, важливою для їхнього прагнення до нації.

### Неофіційне визнання (1950—1991)
17 вересня 1950 року Індія офіційно визнала державу Ізраїль. Після визнання Індією Ізраїлю прем'єр-міністр Індії Джавахарлал Неру заявив: «Ми [визнали Ізраїль] давно, тому що Ізраїль є фактом. Ми утрималися, оскільки бажали не образити настрої наших друзів в арабських країнах». У 1953 році Ізраїлю було дозволено відкрити консульство в Бомбеї (нині Мумбаї).

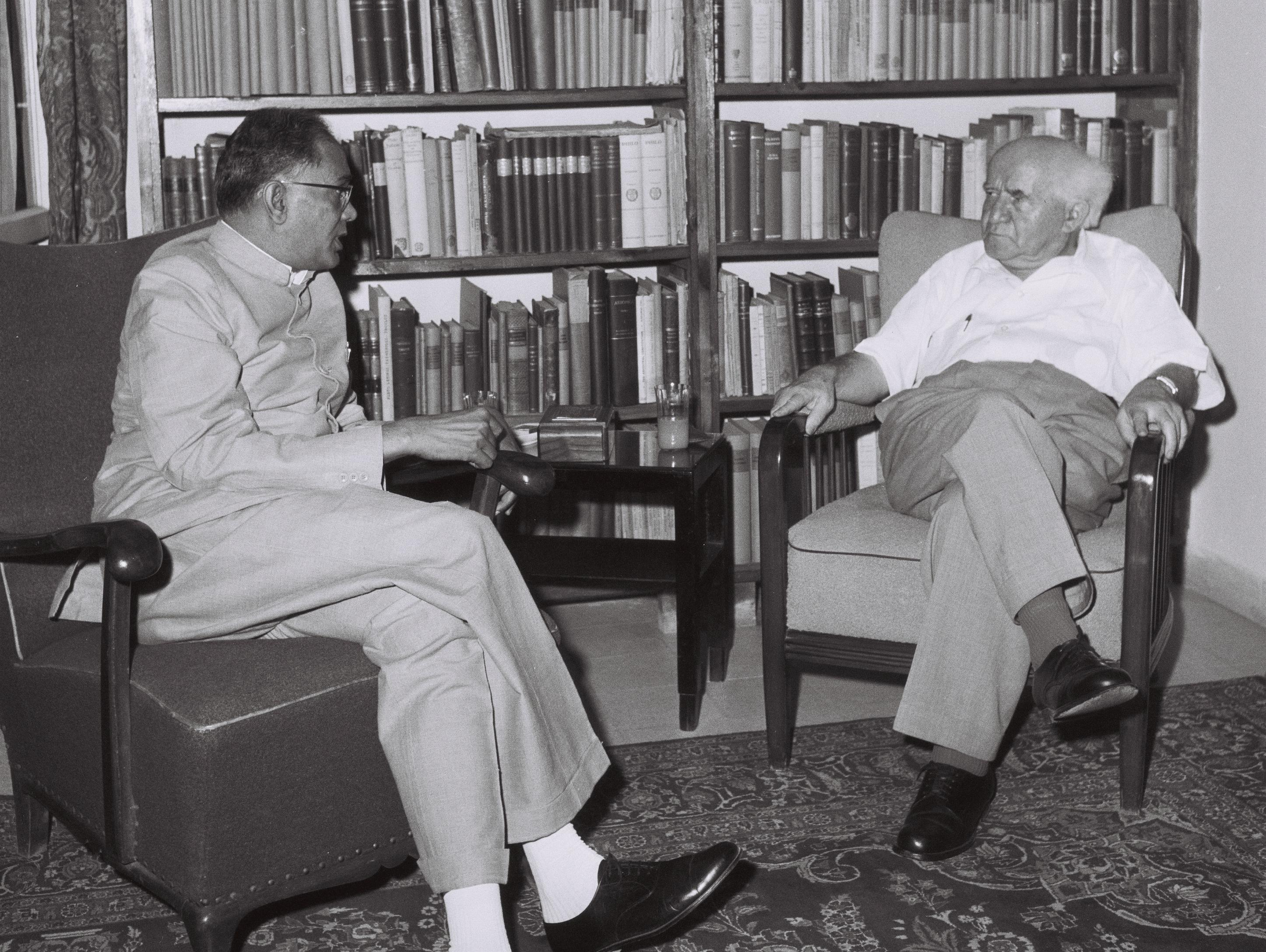
Джаяпракаш Нараян зустрічається з Давидом Бен-Ґуріоном, 1958

З моменту визнання Індією Ізраїлю в 1950 році до початку 1990-х відносини залишалися неформальними за своєю природою. Ізраїль підтримував Індію під час індо-пакистанської війни 1971 року. Опозиція Індії офіційним дипломатичним відносинам з Ізраїлем зумовлена внутрішніми, так і зовнішніми міркуваннями. Усередині країни політики в Індії боялися втрати голоси мусульман, якщо відносини з Ізраїлем нормалізуються.
Крім того, Індія не хотіла поставити під загрозу велику кількість своїх громадян, які працюють в арабських державах Перської затоки, які допомагали Індії підтримувати її валютні резерви. Внутрішня потреба Індії в енергоносіях була ще однією причиною відсутності нормалізації зв'язків з Ізраїлем з точки зору захисту потоку нафти з арабських країн. Зовнішньополітичні цілі та альянси Індії також виявилися проблематичними для офіційних відносин з Ізраїлем, включаючи підтримку Індією Організації визволення Палестини та Руху неприєднання, нахил Індії до Радянського Союзу під час холодної війни та бажання Індії протистояти впливу Пакистану на арабські держави. На ідеологічному рівні домінуюча політична партія в Індії в цю епоху, а саме Індійський національний конгрес, виступала проти Ізраїлю через те, що вважала його державою, заснованою на релігії, аналогічну Пакистану.
Незважаючи на відсутність офіційних відносин протягом кількох десятиліть, між обома країнами відбувалися зустрічі та співпраця, включно з такими діячами, як Моше Даян. Ізраїль також надав Індії важливу інформацію під час її численних воєн.

### Повне визнання (1992–дотепер)
Після десятиліть неприєднання та проарабської політики Індія офіційно встановила відносини з Ізраїлем, відкривши посольство в Тель-Авіві в січні 1992 року. Відтоді зв'язки між двома країнами процвітали, головним чином через спільні стратегічні інтереси та загрози безпеці. У 1999 році Ізраїль підтримав Індію у Каргільському конфлікті, надавши зброю та боєприпаси. Причинами цього дипломатичного зсуву вважають створення Організації ісламської співпраці (OIC), яка нібито знехтувала настроями індійських мусульман, і блокування Індії вступу в OIC з боку Пакистану. На дипломатичному рівні обом країнам вдалося підтримувати здорові відносини, незважаючи на неодноразові різкі засудження Індією військових дій Ізраїлю на палестинських територіях, які, на думку аналітиків, були мотивовані бажанням уряду Об'єднаного прогресивного альянсу (ОПА) отримати голоси мусульман в Індії.
На піку напруженості між Ізраїлем і ХАМАС у липні 2014 року Індія виступила з риторичним засудженням, поклавши на обидві сторони відповідальність за спалах насильства, і попросила Ізраїль припинити «непропорційне застосування сили» в Газі, що було сприйнято багатьма як відхід від традиції більш гучної підтримки палестинської справи. Міністр закордонних справ Сушма Сварадж наполягала на тому, що «немає абсолютно ніяких змін у політиці Індії щодо Палестини, яка полягає в тому, що ми повністю підтримуємо справу Палестини, зберігаючи добрі відносини з Ізраїлем», роз'яснюючи поточну позицію Індії з цього питання. Хоча це може здаватися ваганнями у виборі між двома сторонами, таку політику поділяють усі індійські уряди протягом останніх 20 років після встановлення офіційних дипломатичних відносин у 1992 році. Сварадж, досвідчений парламентарій, сама заблокувала вимогу опозиції в Радж'я Сабха ухвалити резолюцію, яка засуджує Ізраїль за конфлікт Ізраїлю та Гази в 2014 році, заявивши, що «Індія має дружні стосунки як з Ізраїлем, так і з Палестиною, і тому будь-який такий крок може негативно вплинути на дружбу між ними». Хоча пізніше як символічний жест Індія приєдналася до інших країн БРІКС у голосуванні в Раді ООН з прав людини за розслідування ймовірного порушення прав людини в Газі, що викликало неоднозначну реакцію серед ЗМІ та аналітиків в Індії. Коли доповідь ООН з прав людини, яка стверджує, що Ізраїль вчинив військові злочини, була подана на голосування, Індія утрималася від голосування, ставши однією з п'яти країн, які так вчинили. «За» проголосувала 41 країна, а «проти» були лише Сполучені Штати. Посол Ізраїлю в Індії Даніель Кармон подякував Індії за те, що вона не підтримала те, що він назвав «черговою антиізраєльською резолюцією».
Відносини між Індією та Ізраїлем були дуже тісними та теплими під час прем'єрства Нарендри Моді з 2014 року. У 2017 році він став першим прем'єр-міністром Індії, який відвідав Ізраїль. Індія була найбільшим покупцем зброї Ізраїлю в 2017 році. Відносини в галузі оборони між двома країнами є давніми.
Індія проголосувала за резолюцію Ізраїлю щодо відмови палестинській неурядовій організації «Шахед» у статусі спостерігача в Економічній і соціальній раді ООН (ЕКОСОР) 6 червня 2019 року.
У серпні 2022 року президент Іцхак Герцоґ приєднався до посольства Індії в Тель-Авіві на святкуванні 75-го Дня незалежності. У своїй промові він привітав підйом Індії як регіональної та глобальної держави та описав Ізраїль та Індію як «дві сучасні республіки, гордо пов'язані між собою творчістю та демократією, винахідливістю в поєднанні з глибокою повагою до вічних вірувань і систем переконань». Зустрічаючись із міністром закордонних справ Індії Субраманьямом Джайшанкаром, Герцоґ наголосив на своїй особистій прихильності зміцненню індійсько-ізраїльських відносин.

## Дипломатичні візити

### 1997 рік
Езер Вейцман став першим президентом Ізраїлю, який відвідав Індію в 1997 році.

### 2000 рік
У 2000 році Л. К. Адвані став першим індійським міністром, який відвідав державу Ізраїль.
Пізніше того ж року Джасвант Сінгх став першим міністром закордонних справ Індії, який відвідав Ізраїль. За підсумками візиту дві країни створили спільну антитерористичну комісію. Міністри закордонних справ двох країн заявили, що активізація співпраці буде варіюватися від боротьби з тероризмом до інформаційних технологій.

### 2003 рік

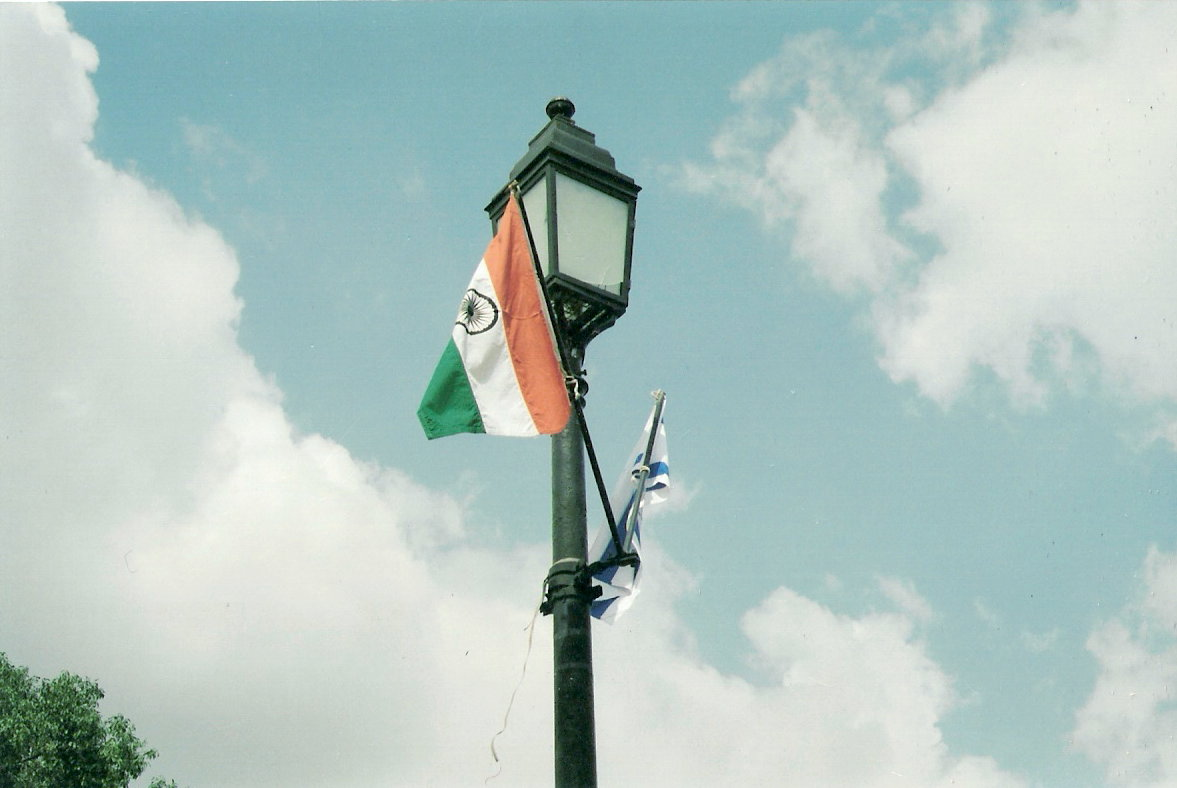
Прапори Ізраїлю та Індії в Нью-Делі під час візиту Арієля Шарона, вересень 2003 року

У 2003 році Арієль Шарон був першим прем'єр-міністром Ізраїлю, який відвідав Індію. Його вітав коаліційний уряд Індії, очолюваний Національно-демократичним альянсом, партією Бхаратія Джаната (BJP). Кілька газет висловили позитивні оцінки його візиту, а прем'єр-міністр Індії Атал Біхарі Ваджпаї висловив упевненість, що візит Шарона прокладе шлях для подальшої консолідації двосторонніх зв'язків. Візит Шарона був засуджений у лівих і мусульманських колах. Сотні прихильників різних комуністичних партій Індії зібралися на мітинг у Нью-Делі, тоді як майже 100 мусульман були заарештовані в Мумбаї. Студенти Аліґарського мусульманського університету вимагали від Індії розірвати зв'язки з Ізраїлем і посилити зв'язки з Палестиною. Щоденна газета Navbharat Times мовою гінді назвала Шарона «важливим другом Індії». Індуїстський націоналіст Раштрія сваямсевак санґх засудив протест проти Шарона. Шарон висловив задоволення своїми переговорами з лідерами Індії. Прем'єр-міністр Індії Атал Біхарі Ваджпаї заявив, що візит посилить зв'язки між Індією та Ізраїлем. Шарон запросив Ваджпаї відвідати Ізраїль. Шарон сказав, що ізраїльтяни «вважають Індію однією з найважливіших країн у світі», а Ваджпаї був упевнений, що візит Шарона зблизить дві країни.

### 2006 рік
На початку 2006 року міністри уряду Індії Шарад Павар, Капіл Сібал і Камаль Нат відвідали Ізраїль. Тодішній головний міністр Гуджарату Нарендра Моді відвідав Ізраїль у жовтні 2006 року.

### 2012 рік
Незважаючи на «непохитну підтримку Індією палестинської справи», міністр закордонних справ С. М. Крішна здійснив дводенний візит до Ізраїлю в 2012 році. Прем'єр-міністр Ізраїлю назвав цей візит Крішни історичним кроком вперед у розвитку відносин між двома народами.

### 2014 рік
У травні 2014 року після перемоги Нарендри Моді на загальних виборах 2014 року прем'єр-міністр Ізраїлю Біньямін Нетаньягу особисто привітав Моді. Моді, у свою чергу, зустрівся зі своїм ізраїльським колегою Біньяміном Нетаньягу в Нью-Йорку на полях Генеральної Асамблеї ООН під час його візиту в США в 2014 році. Це була перша зустріч прем'єр-міністрів двох країн за понад десять років. З нагоди свята Хануки прем'єр-міністр Індії Моді привітав свого ізраїльського колегу на івриті в Twitter., а прем'єр-міністр Ізраїлю відповів на гінді.
Міністр внутрішніх справ Індії Раджнат Сінгх відвідав Ізраїль у листопаді 2014 року, щоб ознайомитися з механізмами безпеки кордону країни. Під час свого туру він також зустрівся з прем'єр-міністром Ізраїлю Нетаньягу. Порушуючи конвенції, Сінгх став першим індійським міністром, який відвідав Ізраїль, не відвідавши під час тієї самої поїздки Палестину. У тому ж році колишній президент Ізраїлю Шимон Перес відвідав Індію. Ізраїльська делегація високого рівня разом із міністром сільського господарства Ізраїлю Яіром Шаміром також брала участь у саміті Vibrant Gujarat у 2015 році У грудні 2014 року в The Hindu була опублікована стаття, в якій говорилося, що «Індія може припинити підтримку Палестини в ООН».

### 2015 рік

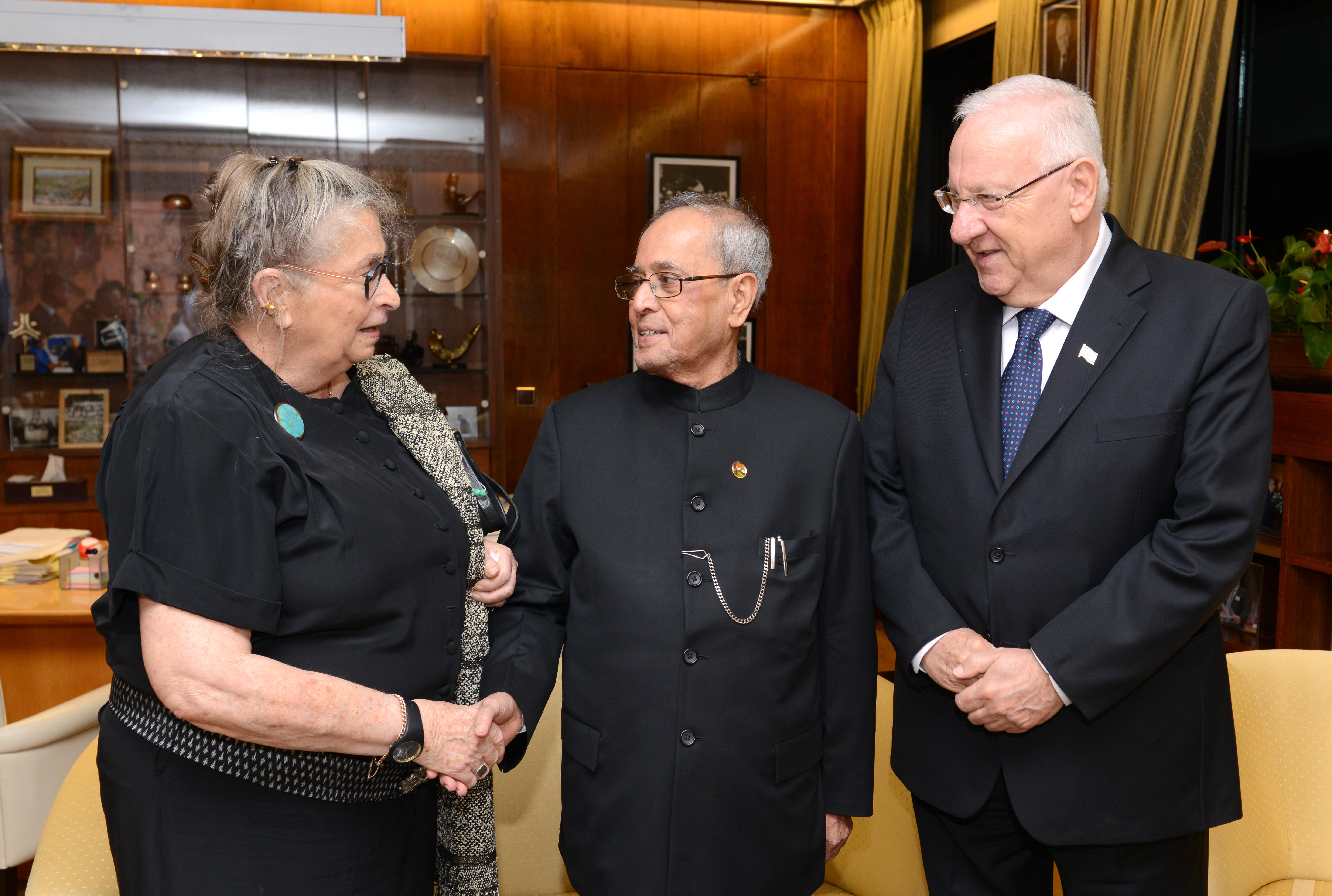
13-й президент Індії Пранаб Мукерджі з 10-м президентом Ізраїлю Реувеном Рівліним і Нехамою Рівлін у 2015 році

У лютому 2015 року міністр оборони Ізраїлю Моше Яалон відвідав Індію. Під час свого візиту він брав участь в Aero India 2015. Він також зустрівся зі своїм індійським колегою, а також з прем'єр-міністром Індії. Пранаб Мукерджі став першим президентом Індії, який відвідав Ізраїль з 13 по 15 жовтня 2015 року. Мукерджі випала рідкісна честь виступити в Кнесеті.

### 2016 рік

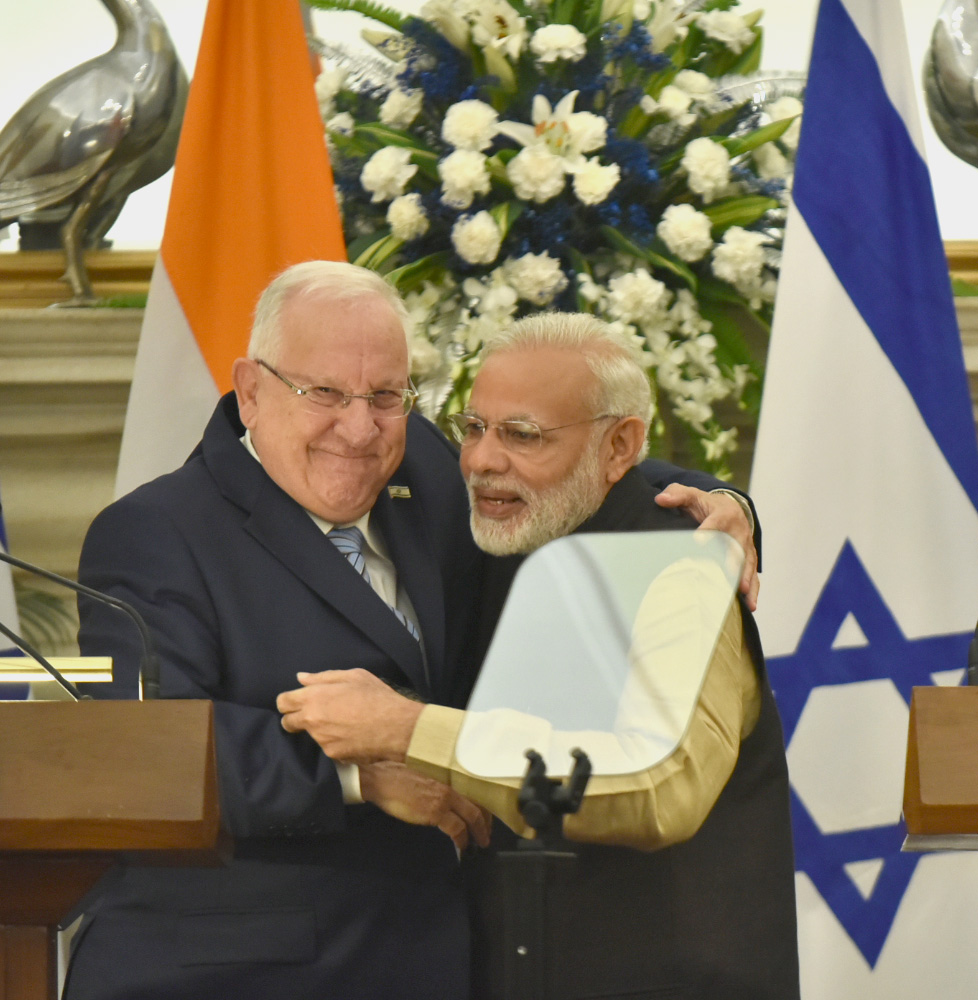
Президент Ізраїлю Реувен Рівлін (зліва) з прем'єр-міністром Індії Нарендрою Моді під час спільного прес-брифінгу в Нью-Делі; листопад 2016 року

Міністр закордонних справ Сушма Сварадж відвідала Ізраїль у січні 2016 року. Під час візиту вона відвідала Меморіал Голокосту Яд Вашем в Єрусалимі та зустрілася з прем'єр-міністром Біньяміном Нетаньягу, президентом Реувеном Рівліном, членами кабінету міністрів та представниками індійських єврейських громад в Ізраїлі.
У вересні 2016 року міністр сільського господарства Індії Радха Мохан Сінгх відвідав Ізраїль, щоб зміцнити індійсько-ізраїльські сільськогосподарські зв'язки. Він зустрівся зі своїм ізраїльським колегою Урі Арієлем, де обговорив можливості співпраці в сільському господарстві між двома країнами.
Президент Ізраїлю Реувен Рівлін відвідав Індію з тижневим державним візитом у листопаді 2016 року, ставши другим президентом Ізраїлю, який відвідав країну. Рівлін відвідав Нью-Делі, Агру, Карнал, Чандігарх і Мумбаї. Останній день свого візиту в Мумбаї він провів, щоб вшанувати пам'ять жертв терактів у Мумбаї 2008 року та зустрітися з представниками індійської єврейської громади. Зараз Ізраїль розглядає Іран як головну загрозу своїй національній безпеці, і Рівлін висловив це занепокоєння на зустрічі з прем'єр-міністром Моді. Після візиту Рівлін сказав ізраїльським ЗМІ, що, незважаючи на зростання економічних зв'язків з обома країнами, уряд Індії запевнив його, що Індія підтримуватиме Ізраїль, незважаючи на відносини з Іраном. Рівлін сказав The Jerusalem Post : «Вони запевняють нас, що коли прийде час, вони ніколи нікому не дозволять [діяти проти] існування Ізраїлю».

### 2021 рік
У жовтні 2021 року міністр закордонних справ Індії С. Джайшанкар здійснив свій перший візит до Ізраїлю з моменту вступу на посаду.

## Офіційні державні візити

### Візит Нарендри Моді до Ізраїлю (2017)
У липні 2017 року Нарендра Моді став першим прем'єр-міністром Індії, який відвідав Ізраїль. Зазначається, що Моді не відвідав Палестину під час поїздки, порушивши конвенцію. За винятком міністра Союзу Раджната Сінгха, попередні поїздки індійських міністрів і президента Мукерджі включали візити до Ізраїлю та Палестини. Індійські ЗМІ назвали цей крок незалежною політикою Індії щодо ворогуючих країн.
Як особистий жест Ізраїль назвав новий вид квітки хризантеми на честь Нарендри Моді. ЗМІ обох країн назвали візит «історичним». Під час візиту Індія та Ізраїль підписали 7 меморандумів про взаєморозуміння (MoU), які перераховані нижче:
1. Меморандум про взаєморозуміння щодо створення Індо-Ізраїльського фонду промислових досліджень і розвитку та технологічних інновацій (I4F)
2. Меморандум про взаєморозуміння щодо збереження води в Індії
3. Меморандум про взаєморозуміння щодо реформування державного водопостачання в Індії
4. Індійсько-ізраїльська співпраця в галузі розвитку — 3-річна робоча програма в галузі сільського господарства на 2018—2020 рр.
5. План співпраці щодо атомних годинників
6. Меморандум про співпрацю щодо оптичного зв'язку GEO-LEO
7. Меморандум про взаєморозуміння щодо співпраці в галузі електричних двигунів для малих супутників

Індія та Ізраїль також підписали угоду, яка підвищила рівень їхніх двосторонніх відносин до «стратегічного партнерства». Під час поїздки прем'єр-міністр Моді також звернувся до індійської діаспори в Ізраїлі під час телевізійного заходу в Тель-Авіві. Ілюструючи вітання індійської діаспори на її батьківщині, він оголосив про видачу закордонного громадянства Індії євреям індійського походження, які пройшли обов'язкову військову службу в Армії оборони Ізраїлю, а також пообіцяв побудувати великий індійський культурний центр у Тель-Авіві. Моді також відвідав місто Хайфа на півночі Ізраїлю, де він віддав шану індійським солдатам індійської армії, які полягли, щоб врятувати єврейську землю в битві за Хайфу, і відкрив спеціальну меморіальну дошку на честь непохитного військового керівництва майора Далпата Сінгха, який визволили стародавнє місто від Османської імперії.

### Візит Біньяміна Нетаньягу до Індії (2018)
У січні, щоб відзначити 25-річчя індійсько-ізраїльських відносин, відбувся телевізійний візит прем'єр-міністра Ізраїлю Біньяміна Нетаньягу до Індії, під час якого Нетаньягу та прем'єр-міністр Індії Моді обмінялися взаємними компліментами. Цей візит став першим після візиту Арієля Шарона до Індії у 2003 році. Нетаньягу у супроводі делегації із 130 осіб, найбільшої, яка коли-небудь супроводжувала ізраїльського прем'єр-міністра, хоче збільшити експорт до Індії на 25 відсотків протягом трьох років. Ізраїль планує інвестувати 68,6 мільйона доларів у такі галузі, як туризм, технології, сільське господарство та інновації протягом чотирьох років, заявив високопоставлений ізраїльський чиновник перед візитом.
Під час цього візиту відбулася офіційна церемонія вшанування пам'яті індійських солдатів, які загинули в битві за Хайфу під час Першої світової війни, де Тін Мурті Чоук, який представляв Хайдарабад, Джодхпур і Майсур, був перейменований на «Тін Мурті Хайфа Чоук», за назвою ізраїльського портового міста Хайфа. Під час офіційного візиту прем'єр-міністра Ізраїлю дві країни підписали 9 меморандумів про взаєморозуміння у сферах кібербезпеки, видобутку нафти та газу, повітряного транспорту, гомеопатичної медицини, кіновиробництва, космічних технологій та інновацій. Він також зустрівся з керівниками кіноіндустрії Боллівуду. Візит Нетаньягу до Індії також включав спроби відновити ракети Рафаель для Делі. Нетаньягу також був почесним гостем і виступив з інавгураційною промовою на щорічній стратегічній та дипломатичній конференції Індії Raisina Dialogue, де він висвітлив різні аспекти історії успіху Ізраїлю як високотехнологічної та інноваційної економіки, а також розповів про виклики, що стоят перед Близьким Сходом, водночас висловлюючи надію та оптимізм щодо майбутніх відносин його країни з Індією. Серед відомих лідерів, які відвідали його конференцію, були Нарендра Моді, Сушма Сварадж, колишній президент Афганістану Хамід Карзай, державний міністр Індії М. Дж. Акбар і лідер Індійського національного конгресу Шаші Тарур. Син Нетаньягу Яїр Нетаньягу повинен був супроводжувати ізраїльського прем'єра під час державного візиту в Індію, але лише за тиждень до візиту скандальний запис про приватний візит Яїра в стриптиз-клуб зі своїми друзями був оприлюднений в головному ефірі Ізраїльських телевізійних новин.

## Військово-стратегічні зв'язки

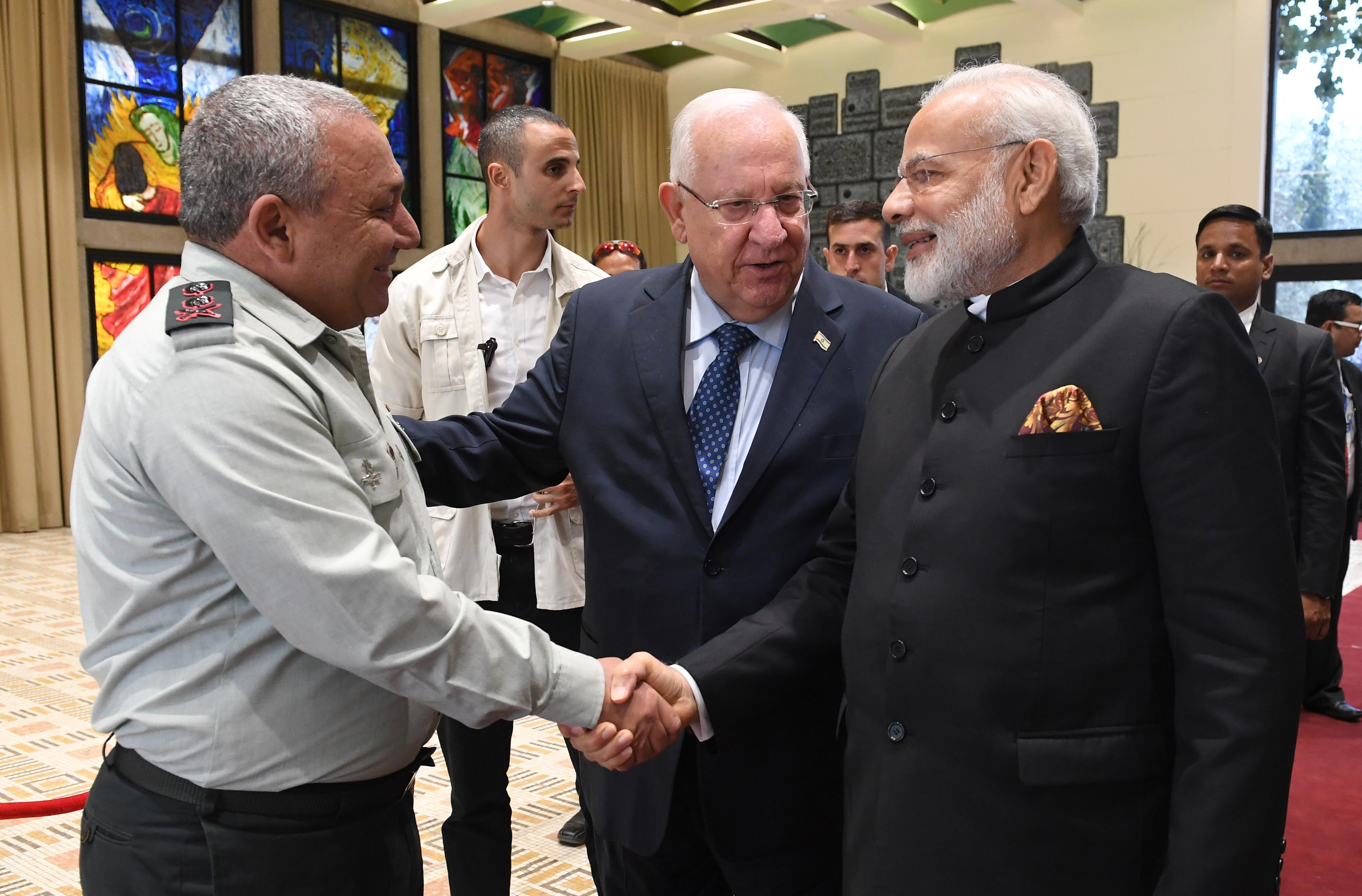
10-й президент Ізраїлю (посередині) і начальник Генерального штабу Армії оборони Ізраїлю Ґаді Айзенкот з прем'єр-міністром Нарендрою Моді

Нью-Делі побачив в оборонній промисловості Ізраїлю корисне джерело зброї, яке могло б забезпечити країну передовими військовими технологіями. Таким чином було закладено основу для зростаючої торгівлі зброєю, яка досягла майже 600 мільйонів доларів у 2016 році, що зробило Ізраїль другим за величиною постачальником оборонного обладнання для Індії після Росії. Після встановлення дипломатичних відносин Індія та Ізраїль розширили співпрацю у військовій та розвідувальній сферах. Зростання ісламського екстремістського тероризму в обох країнах породило міцний стратегічний альянс між ними. У 2008 році Індія запустила військовий супутник TecSAR для Ізраїлю через свою Індійську організацію космічних досліджень.
- У 1996 році Індія придбала в Ізраїлю 32 безпілотних літальних апарата (БПЛА) IAI Searcher, датчики Electronic Support Measure і симулятор приладів повітряного бойового маневрування.[115] Відтоді Israel Aerospace Industries (IAI) уклала кілька великих контрактів з ВПС Індії, включаючи модернізацію штурмовиків МіГ-21 російського виробництва, а також продовжила продажі безпілотних літальних апаратів, а також бомб з лазерним наведенням.
- У 1997 році президент Ізраїлю Езер Вейцман став першим главою єврейської держави, який відвідав Індію. Він зустрівся з президентом Індії Шанкаром Даялом Шармою, віце-президентом К. Р. Нараянаном і прем'єр-міністром Х. Д. Деве Ґовдою. Вейцман домовився про першу угоду про зброю між двома країнами, яка передбачала купівлю в Ізраїлю зенітних ракет «земля-повітря» Barak 1. Barak-1 має здатність перехоплювати протикорабельні ракети, такі як Harpoon. Придбання Індією ракет Barak-1 в Ізраїлю було тактичною необхідністю, оскільки Пакистан придбав у Сполучених Штатів патрульний літак Lockheed P-3 Orion і 27 морських протикорабельних ракет Harpoon.[115] Ізраїль був однією з небагатьох обраних країн, до групи яких також входили Франція та Росія, яка не засудила ядерні випробування Індії у 1998 році Похран-II.[116]
- У 1999 році Ізраїль підтримав Індію у Каргільському конфлікті, надавши зброю та боєприпаси.[117]
- Як повідомляється, у 2000 році ізраїльські підводні човни провели випробувальні пуски крилатих ракет, здатних нести ядерні боєголовки, у водах Індійського океану біля узбережжя Шрі-Ланки.[114] У військово-морському плані Ізраїль бачить велике стратегічне значення в альянсі з ВМС Індії, враховуючи морське домінування Індії у водах Південної Азії та Індійському океані в цілому. Через велике значення морської торгівлі для ізраїльської економіки він бачить потенціал створення логістичної інфраструктури в Індійському океані за допомогою ВМС Індії.
- У 2003 році Індія придбала три системи АВАКС Phalcon, оснащені радіолокаційним обладнанням IAI, встановленими на російських транспортних літаках Іл-76, вартістю 1 мільярд доларів.
- У 2005 році Індія придбала 50 ізраїльських безпілотників на 220 мільйонів доларів.[118] Індія розглядала можливість придбання новішого безпілотника Harop. Індія також знаходиться в процесі отримання ракетних комплексів Hermes 450s.[ <span title="This claim needs references to reliable sources. (June 2015)">потрібна цитата</span> ]
- У 2007 році Israel Aerospace Industries Ltd підписала з Індією угоду на 2,5 мільярда доларів США на розробку протиповітряної системи та ракет для країни, що стало найбільшим оборонним контрактом в історії Ізраїлю на той час. Генеральний директор IAI Іцхак Ніссан відвідав Індію, щоб завершити угоду з керівниками оборонного відомства та президентом країни. IAI розробляє ракету Barak 8 для ВМС і ВПС Індії, яка здатна захищати морські судна і наземні об'єкти від літаків і крилатих ракет. Дальність польоту ракети становить понад 70 кілометрів. Ракета замінить застарілу російську систему, яку використовує Індія.[119]
- 10 листопада 2008 року індійські військові чиновники відвідали Ізраїль для обговорення спільних проєктів розробки зброї, додаткових продажів ізраїльського обладнання індійським військовим та стратегії боротьби з тероризмом. Новий раунд переговорів розглядався як значне розширення індійсько-ізраїльського стратегічного партнерства.[120]
- Після терактів у Мумбаї 2008 року Ізраїль запропонував групу з приблизно 40 сил спеціальних операцій і допомогу в розслідуванні.[121] Ципі Лівні сказала: «Якщо ми їм потрібні, ми допоможемо, де потрібно».[122] Маген Девід Адом направив групу парамедиків, медиків та інших професіоналів для допомоги в рятувальних роботах після атак.[123] Ізраїльські газети повідомили, що уряд Манмохана Сінгха відхилив пропозицію міністра оборони Егуда Барака направити антитерористичні підрозділи для допомоги в боротьбі з нападниками.[124][125]

- У грудні 2009 року генерал-лейтенант Ґабі Ашкеназі, начальник штабу Армії оборони Ізраїлю, відвідав Індію, щоб зміцнити оборонні зв'язки між двома країнами. Він пообіцяв усіляку допомогу Індії в боротьбі з тероризмом.[126][127][128][129]
- У березні 2011 року повідомлялося, що Індія придбає 8356 ізраїльських протитанкових ракет Spike, 321 пускову установку, 15 тренажерів і периферійне обладнання на 1 мільярд доларів у ізраїльської компанії Rafael Advanced Defense Systems. Угоду завершив прем'єр-міністр Нарендра Моді після вступу на посаду.[130][131]

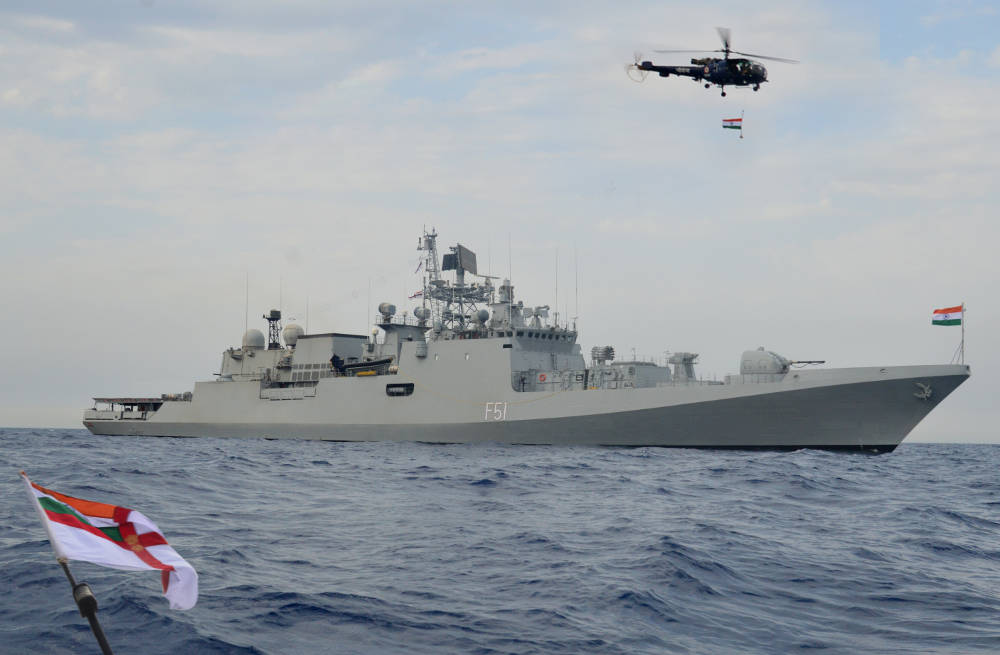
INS заходить у порт Хайфи, Ізраїль, 19 серпня 2015 року

- У вересні 2015 року уряд Індії схвалив запит військово-повітряних сил на придбання 10 безпілотників Heron TP у компанії Israel Aerospace Industries (IAI).[132] У 2015 році делегація ізраїльського Єрусалимського центру зв'язків з громадськістю відвідала Індію на чолі з колишнім послом Ізраїлю в ООН Доре Голдом. Обговорювалися спільні стратегічні інтереси, зокрема боротьба з радикальним ісламом, вирішення територіальних суперечок і ситуація з безпекою в Західній Азії/Близькому Сході та Південній Азії.[133]

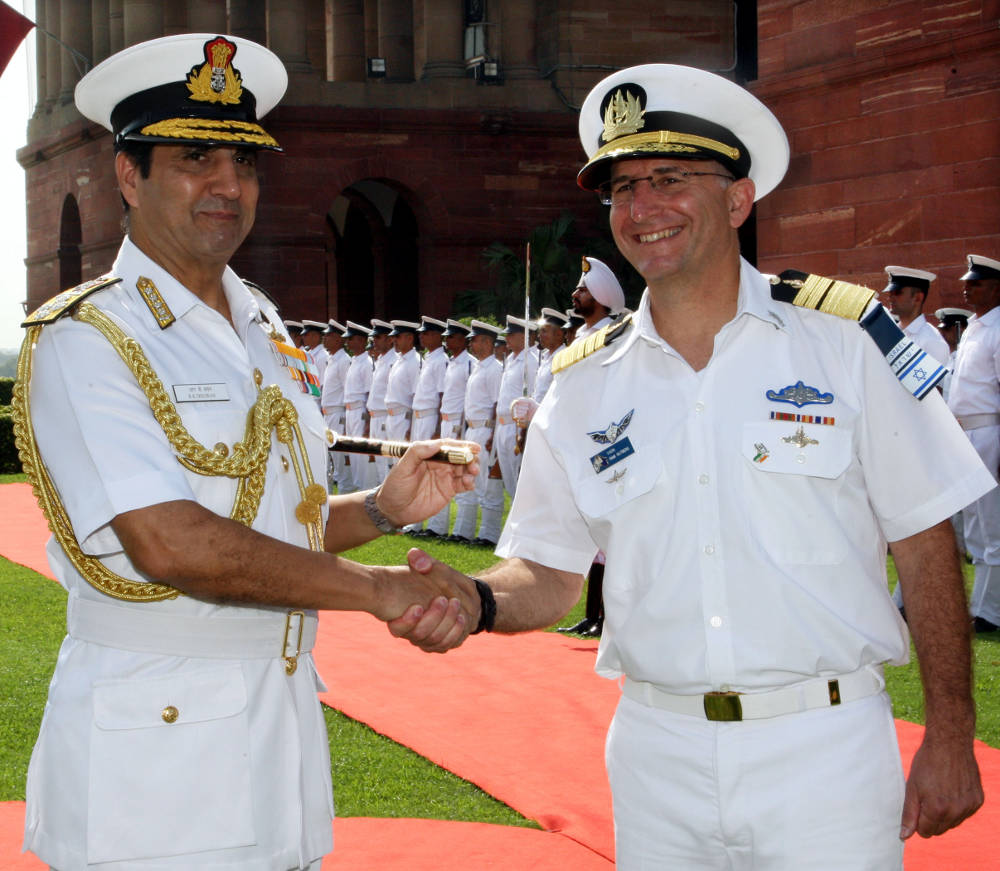
Індійський адмірал Робін Дован вітає віце-адмірала Рама Рутберга, головнокомандувача ВМС Ізраїлю в Південному кварталі, Нью-Делі, 24 серпня 2015 р.

- У жовтні 2015 року The Pioneer повідомляв, що Індія та Ізраїль планують провести свої перші спільні військові навчання. Дата та місце не повідомляються.[134]
- У вересні 2016 року уряд Індії схвалив придбання ще двох літаків АВАКС Phalcon.[135]
- У 2017 році країни підписали військову угоду на 2 мільярди доларів США.[136]
- У 2017 році Індія вперше взяла участь у навчаннях «Блакитний прапор» на базі ВПС Увда на півдні Ізраїлю, де вона розгорнула свої елітні підрозділи та війська Garud Commando, а також літак Hercules C-130J зі своєї ескадрильї «Veiled Vipers». Спецпідрозділи Індії та Ізраїлю провели низку спільних тактичних навчань, які включали захист стратегічних об'єктів, наземне проникнення та евакуацію.[137]
- ВПС Індії відправили п'ять винищувачів Dassault Mirage 2000 для участі в Blue Flag 2021.[138][139]
- Організація оборонних досліджень і розробок (DRDO) і Директорат оборонних досліджень і розробок (DDR&D) підписали двосторонню інноваційну угоду 9 листопада 2021 року. Угода сприяє спільному виробництву оборонних технологій, таких як безпілотники, робототехніка, штучний інтелект, квантові технології та інші сфери. Виробництво буде спільно фінансуватися обома агентствами, а всі технології, розроблені в рамках угоди, будуть доступні для використання як в Індії, так і в Ізраїлі.[140][141]

### Співробітництво в обміні розвідданими
Коли Р. Н. Као у вересні 1968 року заснував Дослідницько-аналітичне відділення (RAW), тодішній прем'єр-міністр Індіра Ганді порадила йому підтримувати зв'язки з Моссадом. Це було запропоновано як протидію військовим зв'язкам між Пакистаном і Китаєм, а також із Північною Кореєю. Ізраїль також був стурбований тим, що офіцери пакистанської армії навчали лівійців та іранців поводженню з китайською та північнокорейською військовою технікою.
Пакистан вважав, що розвідувальні відносини між Індією та Ізраїлем загрожують безпеці Пакистану. Коли молоді ізраїльські туристи почали відвідувати Кашмірську долину на початку 1990-х років, Пакистан запідозрив, що вони переодягнені офіцери ізраїльської армії, щоб допомогти індійським силам безпеки в антитерористичних операціях. Ізраїльські туристи зазнали нападу: одного вбили, а іншого викрали. Тиск з боку кашмірської мусульманської діаспори в Сполучених Штатах призвів до звільнення викраденого туриста. Мусульмани Кашміру побоювалися, що ці напади можуть ізолювати американську єврейську громаду та спричинити лобіювання уряду США проти кашмірських сепаратистських груп.
Історія Rediff у 2003 році розкрила таємні зв'язки між R&AW та Моссадом. У 1996 році Р. К. Ядав, колишній чиновник RAW, подав до Високого суду Делі справу проти Ананда Кумара Верми, керівника RAW між 1987 і 1990 роками. Ядав перерахував вісім об'єктів нерухомості, які, як він стверджував, були незаконно придбані компанією Verma з використанням неперевірених коштів RAW для секретних операцій. Незважаючи на те, що його клопотання про розслідування CBI майна Verma було відхилено, Ядаву вдалося отримати більше інформації через запит про право на інформацію в 2005 році та порушити ще одну справу в 2009 році. У 2013 році CBI провело розслідування майна Verma. Розгляд у Високому суді Делі розкрив назви двох компаній, якими керувала RAW у 1988 році — Piyush Investments і Hector Leasing and Finance Company Ltd. Ці фірми очолювали два високопоставлених чиновника RAW В. Балачандран і Б. Раман. Балачандран і Раман вийшли на пенсію в 1994 і 1995 роках відповідно. Компанії були зазначені як торгові доми, які займалися декількома видами мінералів, автомобілями, текстилем, металами та запчастинами, а також стверджували, що виробляють художні фільми. У березні 1989 року компанії придбали дві квартири в Гаурі Садан, житловому будинку на Хейлі-роуд, Нью-Делі, за 23  лакх рупій.
India Today повідомила, що ці дві квартири були сховищами для RAW, які використовувалися як оперативні фронти для агентів Моссаду, і в них у 1989—1992 роках перебував начальник відділу Моссаду. Повідомляється, що RAW вирішив налагодити тісніші зв'язки з Моссадом, і наступну секретну операцію схвалив тодішній прем'єр-міністр Раджив Ґанді. India Today посилається на «Інсайдерів RAW», які стверджують, що агенти RAW сховали агента Моссаду з аргентинським паспортом і обмінювалися розвідданими та досвідом під час операцій, включаючи переговори про звільнення ізраїльського туриста бойовиками Фронту звільнення Джамму та Кашміру в червні 1991 року. Коли його запитали про справу, Верма відмовився говорити про компанії, але заявив, що його стосунки з ними суто професійні. Раман заявив: "Іноді шпигунські агентства розкривають компанії з оперативних міркувань. Все, що я можу сказати, це те, що все було зроблено з дозволу уряду. Файли були очищені тодішнім прем'єр-міністром [Раживом Ґанді] та його секретарем кабінету. Балачандран заявив: «Це правда, ми провели велику кількість операцій, але на кожному етапі ми тримали в курсі Секретаріат Кабінету Міністрів і прем'єр-міністра».
У листопаді 2015 року The Times of India повідомила, що агенти Моссаду та MI5 охороняли прем'єр-міністра Нарендру Моді під час його візиту до Туреччини. Моді перебував з державним візитом у Сполученому Королівстві та мав взяти участь у саміті G-20 у 2015 році в Анталії, Туреччина. Газета повідомила, що агенти були викликані для додаткового прикриття служби безпеки Моді, що складається з Індійської спеціальної групи захисту та секретних агентів із RAW та IB, після терактів у Парижі в листопаді 2015 року.
14 лютого 2019 року колона автомобілів із співробітниками служби безпеки на національному шосе Джамму-Срінагар зазнала нападу смертника в Летпорі в районі Пулвама, Джамму і Кашмір, Індія. 40 співробітників центральних резервних сил поліції загинули внаслідок вибуху. Ізраїль відповів Індії, запропонувавши «безумовну підтримку» індійській армії та уряду. Ізраїль повідомив, що поділиться розвідданими та технологіями, щоб допомогти Індії відповісти.

## Двостороння торгівля

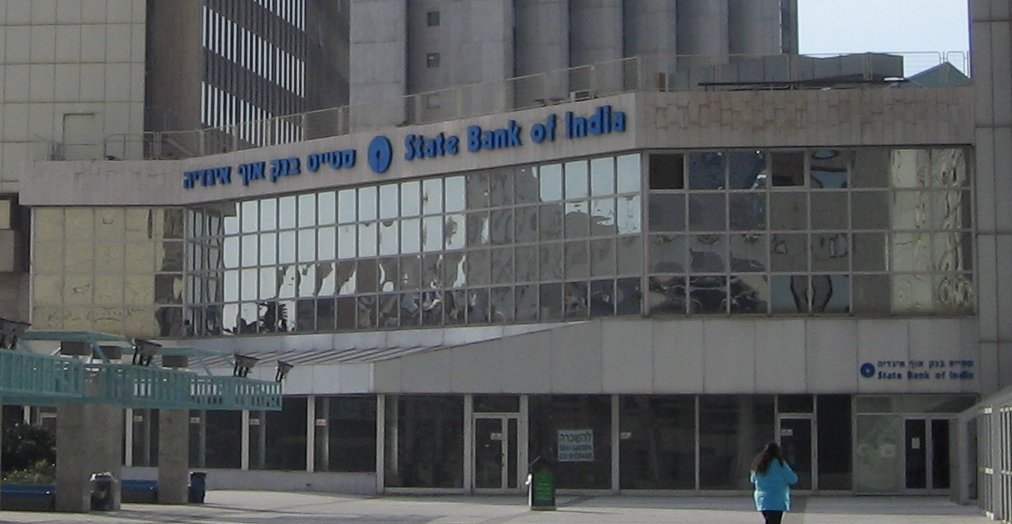
Ізраїльська штаб-квартира Державного банку Індії, розташована в Рамат-Гані, округ Тель-Авів

Двостороння торгівля між Індією та Ізраїлем зросла з 200 мільйонів доларів у 1992 році до 4,52 мільярдів доларів у 2014 році. Станом на 2014 рік Індія є десятим за величиною торговим партнером Ізраїлю та джерелом імпорту, а також сьомим за величиною експортним напрямком. Основний експорт Індії до Ізраїлю включає дорогоцінні камені та метали, органічні хімікати, електронне обладнання, пластмаси, транспортні засоби, машини, двигуни, насоси, одяг і текстиль, а також медичне та технічне обладнання. Імпорт Ізраїлю з Індії в 2014 році склав 2,3 мільярда доларів або 3,2 % від загального імпорту. Основний експорт Ізраїлю до Індії включає дорогоцінні камені та метали, електронне обладнання, добрива, машини, двигуни, насоси, медичне та технічне обладнання, органічні та неорганічні хімікати, сіль, сірку, камінь, цемент і пластмаси. У 2014 році ізраїльський експорт до Індії склав 2,2 мільярда доларів, або 3,2 % від загального експорту. Дві країни також підписали «Угоду про уникнення подвійного оподаткування».
У 2007 році Ізраїль запропонував розпочати переговори про угоду про вільну торгівлю з Індією, а в 2010 році прем'єр-міністр Індії Манмохан Сінґх прийняв цю пропозицію. Угода має зосередитися на багатьох ключових галузях економіки, включаючи інформаційні технології, біотехнології, водне господарство, фармацевтику та сільське господарство. У 2013 році тодішній міністр економіки Ізраїлю Нафталі Бенет спрогнозував подвоєння торгівлі між двома країнами з 5 до 10 мільярдів доларів, якщо угода про вільну торгівлю буде успішно укладена. Станом на 2015 рік тривають переговори щодо угоди про вільну торгівлю, причому обидві країни розглядають можливість укладення більш вузької угоди про вільну торгівлю товарами з подальшим укладенням окремих угод про торгівлю інвестиціями та послугами.
Після пандемії коронавірусу 9 квітня 2020 року Індія експортувала до Ізраїлю п'ятитонну партію ліків і хімікатів. У партії були інгредієнти для препаратів гідроксихлорохін і хлорохін. З цієї нагоди Санджив Сінгла, посол Індії в Ізраїлі підкреслив двосторонні зв'язки між обома країнами. Саме в березні 2020 року прем'єр-міністр Біньямін Нетаньягу звернувся до Моді з проханням звільнити Ізраїль від заборони на експорт сировини, яка використовується для виготовлення ліків, які допоможуть у лікуванні хворих на коронавірус. Протягом тижня Ізраїль надсилатиме до Індії рятувальне обладнання, включаючи генератори кисню та респіратори, щоб допомогти їй у боротьбі з коронавірусом.
10 основних товарів, які експортуються з Індії до Ізраїлю:
1. Дорогоцінні камені, дорогоцінні метали та монети: $973,6 млн
2. Органічні хімікати: $296,5 млн
3. Електронне обладнання: $121,2 млн
4. Медичне, технічне обладнання: $59,3 млн
5. Пластмаси: $56,4 млн
6. Транспортні засоби: 44,4 мільйона доларів
7. Машини: 38,1 мільйона доларів
8. Інший текстиль, поношений одяг: $31,8 млн
9. В'язаний одяг спицями або гачком: 31,6 мільйона доларів
10. Одяг (не в'язаний спицями або гачком): $30,8 млн

Ізраїльський експорт до Індії у 2015 році склав 2,3 мільярда доларів, або 3,8 % від загального експорту. 10 основних товарів, які експортуються з Ізраїлю до Індії:
1. Дорогоцінні камені, дорогоцінні метали та монети: $933,7 млн
2. Електронне обладнання: $389,3 млн
3. Медичне, технічне обладнання: $180,7 млн
4. Вироби з чавуну або сталі: 170,3 млн дол
5. Добрива: 157 мільйонів доларів
6. Машини: 110,9 мільйонів доларів
7. Органічні хімікати: $69,8 млн
8. Інші хімічні товари: $44,2 млн
9. Неорганічні хімікати: $43,6 млн
10. Пластмаси: 29,5 мільйонів доларів

## Науково-технічне співробітництво
У 1993 році під час візиту до Індії тодішнього міністра закордонних справ Ізраїлю Шимона Переса Індія та Ізраїль підписали угоду про науку та технології, яка уможливила пряму наукову співпрацю між обома урядами. Конкретні сфери співпраці включали інформаційні технології, біотехнології, лазери та електрооптику. Крім того, було створено спільний комітет для моніторингу співпраці між двома країнами, який збиратиметься кожні два роки. У 1994 році було створено спільний науковий і технологічний фонд у 3 мільйони доларів, щоб сприяти співпраці між двома країнами в галузі досліджень і розробок.
У 1996 році індійські вчені відвідали семінар з передових матеріалів в Ізраїлі. У 1997 році ізраїльські вчені відвідали семінар з біотехнології в Делі. У 1998 році Індія та Ізраїль мали 22 спільні дослідницькі проєкти. В Єрусалимі відбувся спільний симпозіум з геному людини, в якому взяли участь шість індійських учених. У листопаді 1999 року Індія та Ізраїль узгодили чотири пропозиції щодо спільних дослідницьких проєктів у галузі дослідження геному людини. У 2000 році було узгоджено ще більше спільних проєктів, пов'язаних з дослідженням геному людини, а в Індії відбувся статусний семінар у цій галузі. На початку 1999 року понад 20 ізраїльських вчених взяли участь у фізичному симпозіумі з конденсованих речовин у Делі. У 2001 році подібний симпозіум відбувся в Єрусалимі, в якому взяли участь 18 індійських учених.
У 2003 році обидві країни обговорювали подвоєння інвестицій у постійну науково-технічну співпрацю до 1 мільйона доларів кожна, починаючи з жовтня 2004 року. У 2005 році Індія та Ізраїль підписали меморандум про взаєморозуміння щодо створення фонду для заохочення двосторонніх інвестицій у промислові дослідження та розробки та конкретні проєкти. Згідно з угодою, принаймні одна індійська та одна ізраїльська компанії повинні співпрацювати над проєктом, щоб цей проєкт міг претендувати на участь у фонді. З 2006 по 2014 рік фонд під назвою i4RD використовувався в семи проєктах. У 2012 році дві країни підписали п'ятирічний договір про академічні дослідження вартістю 50 мільйонів доларів США для сприяння спільним дослідженням у широкому спектрі дисциплін, включаючи медичні та інформаційні технології, соціальні та біологічні науки, гуманітарні науки та мистецтво.
У 2012 році Ізраїль заявив про намір розширити технологічну та економічну співпрацю з індійським штатом Біхар у сферах сільського господарства, водного господарства, сонячної енергії та медичного страхування. У 2014 році Ізраїль планував відкрити два сільськогосподарські центри передового досвіду в Біхарі, зосередившись на підвищенні врожайності овочів і манго.
Ізраїль запропонував уряду Індії допомогу в проєкті очищення Гангу. Ізраїльська делегація відвідала Індію в серпні 2015 року і зустрілася з офіційними особами Союзного міністерства водних ресурсів, розвитку річок і омолодження Гангу. Посол Ізраїлю в Індії Даніель Кармон також закликав міністра міського розвитку та парламентських справ Союзу М. Венкая Найду запропонувати досвід Ізраїлю в управлінні водними ресурсами для боротьби з дефіцитом води. Охад Хорсанді, речник посольства Ізраїлю в Нью-Делі, заявив, що Ізраїль прагне допомогти Індії задовольнити її потреби у воді для сільського господарства та пиття, і наполягає на більшій кількості угод між урядами.
Після візиту прем'єр-міністра Моді до Ізраїлю в 2017 році з'явилося все більше закликів до співпраці між Ізраїлем та Індією у сфері розвитку інновацій. Некомерційна індійська глобальна торгова організація NASSCOM разом із компанією професійних послуг Accenture опублікували звіт «Спільні інновації: процвітання Індії та Ізраїлю, що керує транспортним засобом», щоб висвітлити сфери наукової та технологічної співпраці між двома країнами. Крім того, некомерційна організація TAVtech Ventures запускає програму, яка об'єднує студентів із Ізраїлю та Сполучених Штатів із місцевими індійськими студентами, щоб створювати технологічні стартапи.

### Космічна співпраця
У 2002 році Індія та Ізраїль підписали угоду про співпрацю між двома країнами в космосі.
У 2003 році Ізраїльське космічне агентство (ISA) висловило зацікавленість у співпраці з Індійською організацією космічних досліджень (ISRO) у використанні супутників для покращення управління землею та іншими ресурсами. Ізраїль також висловив зацікавленість в участі в запропонованій ISRO місії відправки безпілотного корабля на Місяць. Крім того, дві країни підписали угоду про розміщення TAUVEX, ізраїльської групи космічних телескопів, на індійському супутнику навігації та зв'язку GSAT-4. У 2010 році ISRO видалила масив TAUVEX з GSAT-4, і згодом масив ніколи не запускався. Сам GSAT-4 не вдалося запустити через збій його кріогенного двигуна.
У 2005 році Ізраїль вирішив запустити TecSAR, свій перший радіолокаційний супутник із синтезованою апертурою, на індійській ракеті-носії Polar Satellite Launch Vehicle або PSLV. TecSAR було обрано для запуску через індійський PSLV через побоювання Ізраїлю щодо надійності та технічних обмежень його власної ракети-носія Shavit, економічні міркування, а також через бажання Ізраїлю розширити стратегічне співробітництво з Індією. У 2008 році TecSAR був успішно виведений на орбіту індійським PSLV. Однією з основних функцій TecSAR є моніторинг військової діяльності Ірану.
У 2009 році Індія успішно запустила RISAT-2, супутник із синтезованою апертурою радіолокаційного зображення. RISAT-2 був виготовлений Israel Aerospace Industries, або IAI, спільно з ISRO. Запуск супутника RISAT-2 мав на меті забезпечити Індію більшими можливостями для спостереження за Землею, що покращило б боротьбу зі стихійними лихами, а також збільшило можливості спостереження та захисту. Придбання та подальший запуск супутника RISAT-2 було прискорено після терактів у Мумбаї 2008 року, щоб розширити можливості Індії щодо спостереження в майбутньому.
Індія обрала Ізраїль як стратегічного партнера (G2G) у сфері сільського господарства. Це партнерство переросло в Індо-Ізраїльський сільськогосподарський проєкт (IIAP) в рамках Індо-Ізраїльського плану дій, заснованого на Меморандумі про взаєморозуміння, підписаному міністрами сільського господарства Індії та Ізраїлю в 2006 році. Партнерство спрямоване на впровадження різноманітності культур, підвищення продуктивності та підвищення ефективності використання води. IIAP було започатковано у 2009 році після підписання двосторонньої угоди між міністрами сільського господарства Індії та Ізраїлю (2006). IIAP реалізується через створення Центрів передового досвіду (CoE), в яких ізраїльські технології та ноу-хау поширюються відповідно до місцевих індійських умов. На сьогоднішній день було скеровано три фази IIAP. Кожна фаза IIAP триває три роки (2009—2012; 2012—2015, 2015—2018). Серед 16 держав, які були запрошені взяти участь у IIAP, 22 CoE наразі перебувають у стадії повної активності.
Визнаючи успіх програми MIDH MASHAV IIAP, реалізованої протягом останнього десятиліття, між Міністерством сільського господарства та добробуту фермерів Республіки Індія та MASHAV — Міністерством закордонних справ було підписано трирічну робочу програму у сільському господарстві на 2018—2020 роки з метою збільшення ланцюжка створення вартості продемонстровано завдяки повноцінному функціонуванню Індійсько-ізраїльського центру передового досвіду шляхом впровадження нових компонентів, включаючи Індійсько-ізраїльський центр передового досвіду для тваринництва та молочного виробництва, Гісар. Center of Excellence (CoE) — це платформа для передачі знань та ізраїльських агротехнологій. Метою CoE є обслуговування фермера з акцентом на ключовій культурі. Кожен CoE складається з управління розсадником, техніки вирощування, а також зрошення та фертигації.
Також у 2008 році Ізраїль та Індія завершили розробку сільськогосподарського плану щодо вирощування в Індії культур, що вирощуються на Близькому Сході та Середземномор'ї, з особливим акцентом на оливках. Згодом у пустелі Раджастхан було висаджено близько 112 000 оливкових дерев. У 2014 році в Раджастані було вироблено понад 100 тонн оливок.

## Співпраця в нафтогазовому секторі
Після нещодавнього відкриття газових родовищ Тамар і Левіантан біля узбережжя Ізраїлю Індія стала однією з перших країн, які подали заявку на отримання ліцензії на розвідку з метою видобутку та імпорту природного газу з родовищ. Індійські компанії ONGC Videsh, Bharat PetroResources, Indian Oil і Oil India отримали ліцензію на розвідку від уряду Ізраїлю, що є чіткою ознакою диверсифікації зв'язків між двома країнами.

## Культурні зв'язки та сприйняття між країнами
У 2011 році артисти культури та виконавці з Індії прибули до Ізраїлю для участі у тритижневому фестивалі, присвяченому 20-річчю дипломатичних відносин між двома країнами. За словами тодішнього посла Індії в Ізраїлі Навтея Сарни, метою фестивалю було покращити двосторонні відносини між двома країнами шляхом сприяння кращому розумінню культури одна одної.
Відповідно до міжнародного дослідження 2009 року, проведеного на замовлення Міністерства закордонних справ Ізраїлю, найбільший рівень симпатії до Ізраїлю можна знайти в Індії: 58 % індійських респондентів виявляють симпатії до Ізраїлю.
Як повідомлялося в 2015 році, опитування громадської думки, проведені в Індії, показали, що 70 % і більше респондентів позитивно ставляться до Ізраїлю.
У 2015 році Генеральна Асамблея ООН одноголосно проголосувала за прийняття 21 червня Міжнародним днем йоги. Яскравою ознакою зростання спорідненості між двома країнами є те, що посольство Індії в Тель-Авіві щорічно організовує святкування дня йоги, де ізраїльтяни з усіх верств суспільства беруть участь у різноманітних вправах йоги. Йога виявилася надзвичайно популярною в Ізраїлі та є ознакою культурного зв'язку Ізраїлю з Індією.
У 2019 році Ізраїль був країною-партнером на заході, який мав відбутися в центральному університеті Джамія-Міллія-Ісламія. Проти участі Ізраїлю протестували студенти через «окупацію Палестини». Університет поступився й оголосив, що «не дозволить ізраїльським делегатам брати участь у заходах на кампусі в майбутньому». Деякі члени парламенту (депутати) також підтримали протестуючих студентів. У 2014 році асоціація вчителів Джамії протестувала проти ізраїльського наступу в Газі, і до неї приєдналися різні активісти, академіки, правозахисники та члени громадянського суспільства.

## Туризм

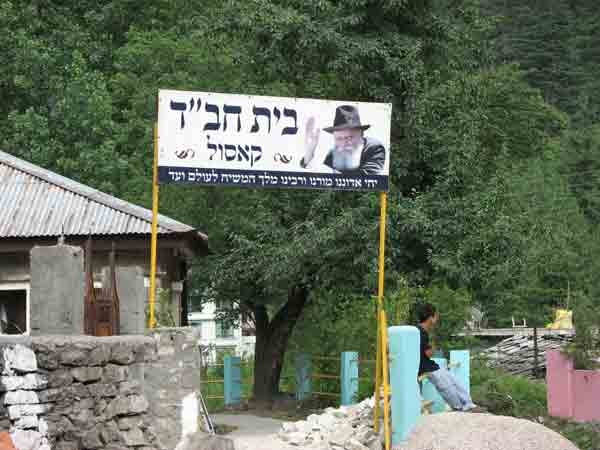
Єврейський знак Хабад у Касолі, Гімачал-Прадеш, Індія

Близько 40 000 ізраїльтян, багато з яких щойно закінчили військову службу, щорічно відвідують Індію. В Індії є десятки громадських центрів, якими керує ХаБаД, де багато ізраїльтян відзначають свята та дотримуються релігійних традицій. Популярні напрямки для ізраїльтян включають Гоа, Гімалаї, Маналі, Вашішт, Наггар, Касол і села навколо Дармсали. У багатьох із цих районів написи на івриті на підприємствах і громадському транспорті широко помітні.
Кількість туристів з Індії, які відвідали Ізраїль, досягла 15 900 у 2000 році. До 2010 року кількість туристів зросла до 43 439 осіб. У 2014 році кількість туристів з Індії, які відвідали Ізраїль, становила 34 900 осіб. Єрусалим є популярним місцем для індійських туристів, які подорожують до Ізраїлю. У частині 2010 року індійські туристи були найбільшими витрачальниками в Ізраїлі, витрачаючи в середньому 1364 долари на туриста; середні туристичні витрати в Ізраїлі за цей час склали 1091 долар.
У 2011 році представники обох країн зустрілися в Делі та планували посилити туризм шляхом співпраці в сферах управління та просування туристичних напрямків, а також у розвитку робочої сили. Також обговорювали плани координації туроператорів і турагентів обох країн. У 2015 році 600 турагентів з Індії прибули до Ізраїлю на щорічну конференцію Федерації туристичних агентів Індії, де обговорювалися шляхи зменшення перешкод для туризму. Зараз El Al здійснює рейси між Тель-Авівом і Мумбаї, Air India — між Делі та Тель-Авівом, а Arkia — між Тель-Авівом і Кочі, а також Тель-Авівом і Гоа.
У березні 2018 року авіакомпанія Air India з номером рейсу AI139 стала першою авіакомпанією, яка здійснювала прямі рейси з Нью-Делі до Тель-Авіва через повітряний простір Саудівської Аравії, скасовуючи заборону на польоти до Ізраїлю, яка тривала 70 років. Наразі Air India є єдиною авіакомпанією у світі, яка отримала такий дозвіл, що свідчить про закулісне покращення відносин між Ізраїлем та арабським світом. Новий рейс займає приблизно 7 годин, щоб подолати відстань між Індією та Ізраїлем, що на 2 години 10 хвилин коротше, ніж маршрут EL AL з Мумбаї до Тель-Авіва. Останніми днями успіх маршруту спонукав авіакомпанію збільшити частоту рейсів до одного на день.
В останні місяці в Ізраїлі спостерігається постійне зростання кількості індійських туристів в країну. Для додаткових зусиль щодо стимулювання туризму з Індії уряд Ізраїлю спростив візові процедури для індійців, які вже скористалися візами з Канади, Австралії, Сполучених Штатів, країн Шенгенської угоди чи Ізраїлю та завершили свою подорож до цих країн. Плата за оформлення візи для індійських заявників також була зменшена з початкових 1700 до 1100. У 2017 році кількість індійських туристів до Ізраїлю зросла на 31 %, причому того року країну відвідало понад 60 000 туристів. Ізраїль планує досягти цілі понад 100 000 індійських туристів на 2018 рік.

## Міжконфесійні відносини
У лютому 2007 року в Нью-Делі відбувся перший єврейсько-індуїстський міжконфесійний саміт. У саміті брали участь тодішній головний рабин Ізраїлю Йона Мецгер, міжнародний директор із міжрелігійних справ Американського єврейського комітету Девід Розен, делегація головних рабинів з усього світу та лідери індуїзму з Індії. Під час саміту рабин Мецгер заявив, що «євреї живуть в Індії понад 2000 років і ніколи не зазнавали дискримінації. Це щось неперевершене в історії людства».
У серпні 2007 року, на тлі протестів, делегація індійських мусульманських лідерів і журналістів вирушила до Ізраїлю. Візит рекламувався як діалог демократій і був організований офісом Американського єврейського комітету в Індії. Під час цієї поїздки Маулана Джаміль Ахмед Ільясі, тодішній генеральний секретар Всеіндійської асоціації імамів і мечетей, високо оцінив взаємну повагу ізраїльських арабів та ізраїльських євреїв один до одного та закликав вирішувати проблеми шляхом діалогу, а не насильства. Мусульманські лідери зустрілися з тодішнім президентом Шимоном Пересом, де Перес підкреслив співіснування релігій в Єрусалимі та боротьбу Індії з терором і сепаратизмом.
У 2008 році в Єрусалимі відбувся другий індусько-єврейський саміт. У рамках саміту була зустріч між індуїстськими групами та тодішнім президентом Ізраїлю Шимоном Пересом, де обговорювалася важливість міцних ізраїльсько-індійських відносин. Індуська делегація також зустрілася з ізраїльськими політиками Іцхаком Герцоґом і Маджалі Вахабі. Групи індуїстів відвідали Стіну плачу та помолилися біля Стіни плачу, а також віддали шану жертвам Голокосту.
У 2009 році менша індусько-єврейська міжконфесійна зустріч, організована Hindu American Foundation та Американським єврейським комітетом, відбулася в Нью-Йорку та Вашингтоні. Представники індуїзму та євреїв виступили з доповідями, а учасники носили нагрудні знаки із зображеннями ізраїльського, індійського та американського прапорів.
У листопаді 2012 року президент Ізраїлю Шимон Перес зазначив: «Я вважаю, що Індія є найбільшим показом того, як багато відмінностей у мові, у сектах можуть співіснувати, стикаючись із великими стражданнями та зберігаючи повну свободу».
У 2019 році Асоціація індійсько-ізраїльської дружби організувала масштабний саміт для подальшого зміцнення індуїстсько-єврейських культурних зв'язків у Мумбаї. Багато важливих лідерів, як-от Субраманіан Свамі, відвідали захід.

### Юдаїзм в Індії

Єврейські іммігранти прибули до Кочі в 68 році нашої ери

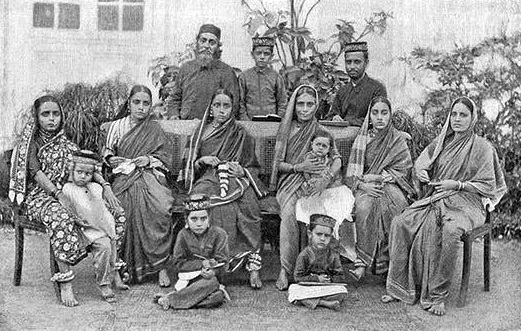
Сім'я Бене Ізраель у Бомбеї (приблизно кінець 19 століття)

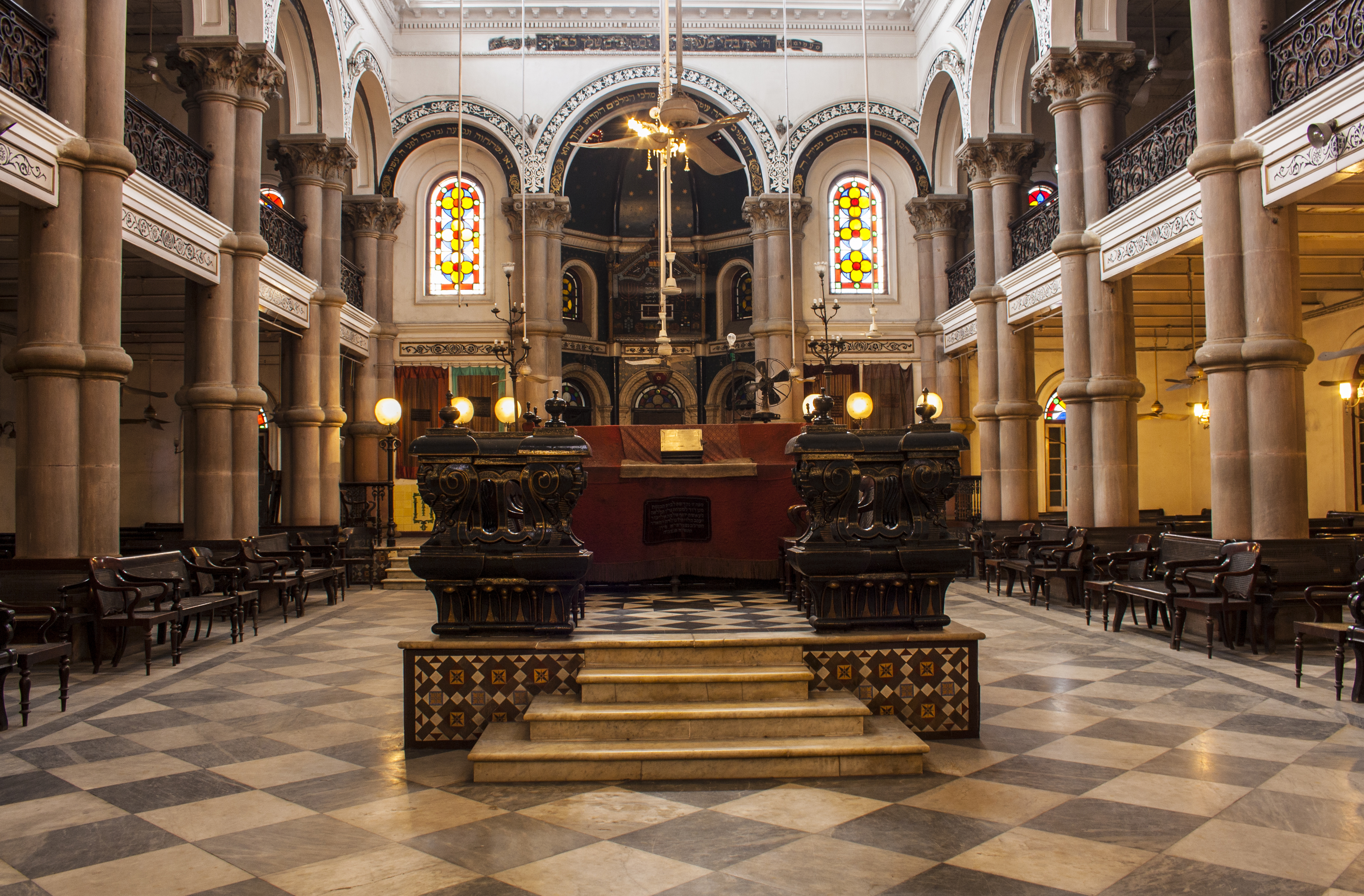
Інтер'єр синагоги Магена Давида в Калькутті

Історія єврейського народу в Індії сягає глибокої давнини. Юдаїзм був однією з перших іноземних релігій, що прибули до Індії в письмовій історії. Індійські євреї є релігійною меншиною Індії, але, на відміну від багатьох частин світу, історично жили в Індії без жодних випадків антисемітизму з боку місцевої більшості населення, індуїстів. Краще сформовані стародавні громади засвоїли велику кількість місцевих традицій через культурне поширення. Єврейське населення в Індії важко оцінити, оскільки кожна єврейська громада відрізняється своїм походженням; у той час як деякі нібито прибули за часів Юдейського королівства, інші вважаються нащадками десяти втрачених племен Ізраїлю. Окрім єврейських емігрантів та недавніх іммігрантів, в Індії є кілька окремих єврейських груп:
- Кочінські євреї, яких також називають малабарськими євреями, походять з роду Мізрахі та Сефардів. Вони є найдавнішою групою євреїв в Індії, коріння якої, можливо, сягає часів царя Соломона.[239][240] Кочинські євреї оселилися в Кочійському царстві у Південній Індії.[241][242][243]
- Так звані «іспанські та португальські євреї», євреї Парадесі та британські євреї прибули до Мадраса протягом 16 століття, головним чином як торговці та бізнесмени алмазів.[244] Вони також мають значну присутність у колишній португальській колонії Гоа, де в 1560 році була заснована Гоанська інквізиція.[245]
- Бене Ізраїль прибули до штату Махараштра 900 років тому.[246] Інша гілка громади Бене Ізраїль проживала в Карачі до розділу Індії в 1947 році, коли вони втекли до Індії (зокрема: Мумбаї). Багато з них також переїхали до Ізраїлю. Євреїв із регіону Сінд, Пенджаб або Патан часто неправильно називають євреями Бані Ізраїль. Єврейська громада, яка проживала в інших частинах території Пакистану (таких як Лахор або Пешавар), також втекла до Індії в 1947 році, подібно до більшої єврейської громади Карачі.
- Багдадські євреї прибули в місто Сурат з Іраку (та інших арабських держав), Ірану та Афганістану близько 250 років тому.[247]
- Бней-Менаше — представники племен Мізо та Кукі в Маніпурі та Мізорамі, які нещодавно прийняли юдаїзм.[248]
- Бене Ефраїм (також звані «євреї телугу») — невелика група, яка розмовляє телугу; їх дотримання юдаїзму датується 1981 роком.

Більшість індійських євреїв «зробили Алію» (мігрували) до Ізраїлю з моменту створення сучасної держави в 1948 році. Зараз в Ізраїлі проживає понад 70 000 індійських євреїв (більше 1 % від загальної кількості населення Ізраїлю). З решти 5000 найбільша громада зосереджена в Мумбаї, де 3500 залишилися з понад 30 000 євреїв, зареєстрованих там у 1940-х роках, розділених на Бене Ізраїль і багдадських євреїв, хоча багдадські євреї відмовилися визнав Бней Ізраїль євреями і з цієї причини відмовився від надання їм благодійної допомоги. Є нагадування про єврейські поселення в Кералі, такі як синагоги.
На початку 21 століття нові єврейські громади були створені в Мумбаї, Нью-Делі, Бангалорі та інших містах Індії. Нові громади були засновані рухом Хабад-Любавич, який надіслав рабинів для створення цих громад. Громади задовольняють релігійні та соціальні потреби єврейських бізнесменів, які іммігрували або відвідують Індію, а також єврейських туристів, які подорожують Індією. Найбільшим центром є будинок Нарімана в Мумбаї. На даний момент в Індії є 33 синагоги, хоча багато з них більше не функціонують як такі, і сьогодні вони відрізняються за рівнем збереження.